# 木村竹志
木村 竹志（きむら たけし、1961年7月10日 - ）は、和歌山県有田市出身の元プロ野球選手（投手）、監督、実業家。株式会社ヘルサー代表取締役、NPO法人和歌山野球振興協会・夢クラブ理事長、公益社団法人全国野球振興会（日本プロ野球OBクラブ）理事。
本名同じ。旧本名並びにプロ野球選手・独立リーグ監督時の登録名は石井 毅（いしい たけし）。

## 来歴・人物

### 選手時代
箕島高校では1年生秋にアンダースローへ転向してエースとなる。嶋田宗彦（のち阪神）とバッテリーを組み、1979年には甲子園春・夏連覇を達成した。特に夏の選手権大会3回戦では星稜高校と延長18回の名勝負を繰り広げた。甲子園では通算14勝。
卒業後、嶋田と共に社会人野球の住友金属へ入団。第53回都市対抗野球大会で優勝し、自身も橋戸賞を受賞した。
1982年度プロ野球ドラフト会議で西武ライオンズに3位指名され契約金6000万円、年俸580万円（金額は推定）で入団した。プロ入り後は腰痛が原因で、十分な成績を残すことが出来ず、1984年はアメリカ1Aのサンノゼ・ビーズに野球留学した。1988年限りで引退。

### 引退後
引退後は夫人の実家である木村家の養子となり、姓名判断により現在の名前に改める。故郷・和歌山で少年野球指導で活躍。2003年12月24日、和歌山野球振興協会・夢クラブを設立し、同協会が運営する「和歌山スポーツアカデミー」理事長をつとめ、その他様々な協会・委員会に名を連ね、青少年の育成に努める。
2007年11月、夢クラブなど3つのNPOが協力してプロ野球（独立リーグ）への参加を目指すクラブ野球チーム紀州レンジャーズ（2009年より関西独立リーグに参加）の設立構想が明らかとなり、12月3日に設立準備委員会が記者会見を開いて構想を発表した。木村は設立準備委員会の委員長を務めることが明らかにされた。2008年にチームが発足すると監督に就任。6月、チームの運営会社となる株式会社紀州レンジャーズの取締役球団代表に就任することが発表された。11月、翌年のプロ化へ合わせ、監督は藤田平に交代し、球団代表専任となる。
2009年6月17日、関西独立リーグの運営会社「株式会社ステラ」の撤退に関連して、新たに設立されたリーグ運営会社「株式会社関西独立リーグ」の代表取締役に就任したが、8月10日に三重スリーアローズ代表の壁矢慶一郎に交代することが発表された。しかし、壁矢は選手の待遇方針をめぐる意見の相違を理由に10月2日に代表を辞任（三重球団もリーグを脱退）したため、10月5日に木村が代表代行に就任することが発表された。リーグの代表は今後外部から招聘するとしていた。2010年3月に、鳥居厚生が代表となったがそのシーズン限りで退任、以降は木村がリーグ解散まで代表を務めていた。
2009年12月4日、退任した藤田の後任として監督に復帰することが発表された。監督としての登録名は旧名の「石井毅」となった。2013年のリーグの解散まで監督を務めた。
その後、2013年に兵庫ブルーサンダーズが進めようとした芦屋学園との提携にリーグ代表として木村が反対したことから、関西独立リーグはその年限りで解散した。
2014年には、第2回 IBAF 15Uワールドカップの日本代表でコーチを務めた。背番号は31。
2015年1月30日、日本学生野球協会より学生野球指導資格の回復認定を受けた。
2018年8月6日の第100回全国高等学校野球選手権記念大会2日目・第1試合の開始直前にて、甲子園レジェンド始球式を務める。そのエスコート役として、星稜高校元エースで同試合球審担当の堅田外司昭も参加した。
横浜DeNAベイスターズの中川虎大は親戚にあたり（中川の母といとこ同士）、自身の母校である箕島高校からプロ入りしている。

## 詳細情報

### 年度別投手成績
| 年 度     | 球 団     | 登 板 | 先 発 | 完 投 | 完 封 | 無 四 球 | 勝 利 | 敗 戦 | セ 丨 ブ | ホ 丨 ル ド | 勝 率 | 打 者 | 投 球 回 | 被 安 打 | 被 本 塁 打 | 与 四 球 | 敬 遠 | 与 死 球 | 奪 三 振 | 暴 投 | ボ 丨 ク | 失 点 | 自 責 点 | 防 御 率 | W H I P |
| --------- | --------- | ----- | ----- | ----- | ----- | -------- | ----- | ----- | -------- | ----------- | ----- | ----- | -------- | -------- | ----------- | -------- | ----- | -------- | -------- | ----- | -------- | ----- | -------- | -------- | ------- |
| 1983      | 西武      | 2     | 0     | 0     | 0     | 0        | 0     | 0     | 0        | --          | ----  | 15    | 4.0      | 0        | 0           | 3        | 0     | 0        | 3        | 0     | 0        | 0     | 0        | 0.00     | 0.75    |
| 1984      | 西武      | 18    | 0     | 0     | 0     | 0        | 0     | 2     | 0        | --          | .000  | 182   | 43.0     | 46       | 7           | 12       | 0     | 4        | 27       | 0     | 0        | 24    | 22       | 4.60     | 1.35    |
| 1985      | 西武      | 16    | 0     | 0     | 0     | 0        | 2     | 0     | 1        | --          | 1.000 | 123   | 29.2     | 26       | 5           | 12       | 1     | 1        | 19       | 0     | 0        | 13    | 13       | 3.94     | 1.28    |
| 1986      | 西武      | 42    | 0     | 0     | 0     | 0        | 5     | 1     | 2        | --          | .833  | 235   | 57.2     | 48       | 5           | 19       | 2     | 1        | 46       | 0     | 0        | 17    | 16       | 2.50     | 1.16    |
| 1987      | 西武      | 7     | 0     | 0     | 0     | 0        | 1     | 1     | 1        | --          | .500  | 43    | 9.1      | 12       | 3           | 3        | 0     | 0        | 9        | 0     | 0        | 7     | 7        | 6.75     | 1.61    |
| 通算：5年 | 通算：5年 | 85    | 0     | 0     | 0     | 0        | 8     | 4     | 4        | --          | .667  | 598   | 143.2    | 132      | 20          | 49       | 3     | 6        | 104      | 0     | 0        | 61    | 58       | 3.63     | 1.26    |

### 記録
- 初登板：1983年6月11日、対日本ハムファイターズ10回戦（後楽園球場）、8回裏に2番手で救援登板・完了、2回無失点
- 初奪三振：同上、9回裏に木村孝から
- 初セーブ：1985年9月8日、対阪急ブレーブス21回戦（西武ライオンズ球場）、7回表1死に2番手で救援登板・完了、2回2/3を無失点
- 初勝利：1985年9月30日、対南海ホークス23回戦（西武ライオンズ球場）、4回表に2番手で救援登板、4回2/3を1失点

### 背番号
- 32 （1983年 - 1988年）
- 33 （2010年 - 2013年）

### 登録名
- 石井 毅 （いしい たけし、1983年 - 1988年、2010年 - 2013年）